# Unión Deportiva de Ligas
La Unión Deportiva de Ligas Nogoyá-Tala-Victoria (o UDL) es una unión de ligas de fútbol de la provincia de Entre Ríos. Esta unión, constituida en 2012, está actualmente conformada por la Liga Departamental de Fútbol Nogoyá, la Liga de Fútbol de Rosario del Tala y la Liga Victoriense de Fútbol (desde  2018).

## Historia
En el año 2011, Daniel Koch por la Liga Departamental de Fútbol Nogoyá y Jorge Franco por la Liga de Fútbol de Rosario del Tala acordaron la creación de una liga de fútbol que reuniera a las entidades futbolísticas de ambos departamentos. El fútbol de la región fue en franco ascenso. Luego de seis temporadas (2011-2017), la Liga Victoriense de Futbol (Pdte. Guillermo Arrueaga) oficializó su incorporación a la Unión, por lo que la U.D.L. quedó conformada por 30 equipos: 12 de Victoria, 12 de Nogoyá y 6 de Tala.

## Clubes participantes
| Liga Departamental de Fútbol Nogoyá | Liga de Fútbol de Rosario del Tala | Liga Victoriense de Fútbol |
| ----------------------------------- | ---------------------------------- | -------------------------- |
| Atlético Lucas González             | Club Atlético Rosario Tala         | Huracán de Victoria        |
| Club Deportivo Libertad (N)         | Ferrocarril San Lorenzo            | San Benito                 |
| Club 9 De Julio (N)                 | Atlético Maciá                     | 25 de Mayo                 |
| Deportivo Nogoyá                    | C.D. Defensores de Martín Fierro   | Sportivo de Victoria       |
| Club Atlético Central Nogoyá        | Sportivo Peñarol                   | El Porvenir                |
| CSyD 25 de Mayo (N)                 | Unión Solense                      | Quinto Cuartel             |
| Cultural Aranguren                  |                                    | Banfield de Victoria       |
| Sirio Libanes                       |                                    | Atlético Libertad          |
| Club Nobleza Ramírez                |                                    | Newell´s de Victoria       |
| Ferrocarril Nogoyá                  |                                    | Sarmiento                  |
| CAyD Roma                           |                                    | Gimnasia                   |
| Club Deportivo y Cultural Hernández |                                    | Agrario                    |
| Boca del Tigre                      |                                    |                            |

## Dirigentes
- Presidente UDL: Daniel Antonio Koch
- Secretario UDL: Miguel Díaz
- Mesa Directiva UDL: Pablo Alasino
- Pte. Liga de Nogoyá: Marcos Acosta
- Pte. Liga de Rosario del Tala: Carlos Mirabelli
- Pte. Liga de Victoria: Pte. Liga de Victoria

## Formato
5 zonas de 6 equipos, donde se cruzan solamente los equipos de una misma liga. La zona A será integrada por los 6 equipos de Tala, la B y C por los equipos de la Liga de Nogoyá y la D y E por los equipos victorienses. De cada zona clasificarán los tres mejores y el mejor cuarto de las 5 zonas para conformar los 16 equipos que jugaran la fase final.

## Historial de campeones
| Torneo               | Campeón                          |
| -------------------- | -------------------------------- |
| 2012 Apertura        | CSyD 25 de Mayo (N)              |
| 2012 Clausura        | CSyD 25 de Mayo (N)              |
| 2013 Apertura        | CSyD 25 de Mayo (N)              |
| 2013 Clausura        | CSyD 25 de Mayo (N)              |
| 2014 Torneo anual    | Club Atlético Rosario Tala       |
| 2015 Apertura        | Club Atlético Rosario Tala       |
| 2015 Clausura        | CSyD 25 de Mayo (N)              |
| 2015 Final Anual     | Club Atlético Rosario Tala       |
| 2016 Apertura        | CSyD 25 de Mayo (N)              |
| 2016 Clausura        | C.D. Defensores de Martín Fierro |
| 2016 Final Anual     | CSyD 25 de Mayo (N)              |
| 2017 Apertura        | CSyD 25 de Mayo (N)              |
| 2017 Clausura        | C.D. Defensores de Martín Fierro |
| 2018 Apertura        | C.D. 25 de Mayo (Victoria)       |
| 2018 Clausura        | Ferrocarril San Lorenzo          |
| 2019 Torneo anual    | CSyD 25 de Mayo (N)              |
| 2020 Torneo anual    | Suspendido                       |
| 2021 Torneo anual    | C.A Banfield                     |
| 2022 Torneo Apertura | C.A Banfield                     |
| 2022 Torneo Clausura | Nobleza de Ramirez               |
| 2023 Torneo Anual    | Atl. Lucas González              |
| 2024 Torneo Apertura | CSyD 25 de Mayo (N)              |
| 2024 Torneo Clausura | Roma de Ramirez                  |

## Tabla histórica de títulos
| Club                       | Campeón | Años campeón                                                                                       |
| -------------------------- | ------- | -------------------------------------------------------------------------------------------------- |
| CSyD 25 de Mayo (N)        | 10      | 2012 (A y C)- 2013 (A y C)- 2015 (C) - 2016 (A y Final Anual) - 2017 (A) - 2019 (Anual) - 2024 (A) |
| Rosario de Tala            | 3       | 2014 (Anual) - 2015 (A y Final Anual)                                                              |
| C.D.D. Martín Fierro       | 2       | 2016 (C) - 2017 (C)                                                                                |
| C.A Banfield               | 2       | 2021 (Anual) - 2022 (A)                                                                            |
| C.D. 25 de Mayo (Victoria) | 1       | 2018 (A)                                                                                           |
| Ferrocarril San Lorenzo    | 1       | 2018 (C)                                                                                           |
| CAyD Roma                  | 1       | 2024 (C)                                                                                           |
| Nobleza de Ramirez         | 1       | 2022 (C)                                                                                           |
| Atl. Lucas González        | 1       | 2023 (Anual)                                                                                       |

A= Apertura.
C= Clausura.